# 伍朝枢
伍 朝枢（ご ちょうすう、1887年5月23日〈光緒13年閏4月初1日〉 - 1934年1月3日）は、清末民初の外交官・政治家。北洋政府・国民政府で主に外交の要職に就いた。字は梯雲。籍貫は広東省新会県。父は政治家である伍廷芳。

## 事績

### パリ講和会議の代表に
1897年（光緒23年）、父の伍廷芳に従って伍朝枢も渡米し、ワシントンで初等、中等教育を受けた。1905年（光緒31年）に帰国し、広東省で役人となる。1908年（光緒34年）、官費によりイギリスに留学して、ロンドン大学で法律を専攻する。卒業後はケンブリッジ大学大学院で、弁護士資格を取得した。
1912年（民国元年）に帰国し、同年5月に湖北都督府外交司長に就任する。同年9月、北京入りして外交部弁理条約事宜に異動した。1913年（民国2年）、広東選出の国会議員となり、国民党の憲法起草員となった。1915年（民国4年）、国務院参議兼外交部参事となる。1916年（民国5年）1月、袁世凱の皇帝即位に反発して、辞職・帰郷した。
同年6月の袁世凱の死去後に、伍朝枢は北洋政府に復帰し、やはり外交部参事をつとめた。1917年（民国6年）の府院の争いでは、大総統黎元洪を支持して、国務総理段祺瑞と対立する。9月、孫文が護法運動を開始すると、伍朝枢も南下してこれに参加した。孫文の広東軍政府においては、父の伍廷芳が外交部長、伍朝枢は外交部次長を務めるという異例の人事となっている。同年12月、王正廷らと共に南方代表としてパリ講和会議に出席し、ヴェルサイユ条約調印拒否に主導的な役割を果たした。

### 中国国民党での活動
1921年（民国10年）5月、非常大総統に就任した孫文の下で、伍廷芳は外交部長兼財政部長となり、伍朝枢も引き続き外交部次長をつとめた。10月、北洋政府からワシントン会議代表に指名されたが、伍朝枢は実際に参加することを拒否した。1922年（民国11年）6月の陳炯明の反逆においても、伍廷芳親子は孫文を支持した。しかしまもなく、伍廷芳は病に倒れて死去した。
1923年（民国12年）3月、陳炯明を破った孫文が陸海軍大元帥本営を設立すると、伍朝枢は外交部長に就任し、孫文の対外宣言の英文原稿準備などを担当した。1924年（民国13年）1月、中国国民党第1回全国代表大会に出席する。2月に商民部長に就任し、8月には政治委員会秘書長となった。しかし伍朝枢自身は、孫文の三大政策には批判的・消極的な立場であった。
孫文死後の1925年（民国14年）7月、広州で成立した国民政府において、伍朝枢は国民政府委員、軍事委員会委員、司法委員会委員、広州市政庁委員長となる。1926年（民国15年）3月に中山艦事件が勃発し、蔣介石と汪兆銘・胡漢民との対立が始まると、伍朝枢は後者を支持した。しかし同年5月、この政争に敗北して辞任し、上海に引きこもる。

### 条約改正を目指して
1927年（民国16年）9月、南京の国民政府において外交部長として復帰する。同年11月には、不平等条約撤廃を諸国に求める宣言を発した。以後、不平等条約撤廃の外交交渉の努力が、後任の外交部長たちによってなされることになる。
1928年（民国17年）初めに、伍朝枢は外交部長を辞任し、欧米各国を視察した。同年7月、伍朝枢は国民政府の全権代表に任じられ、アメリカと条約改正交渉を行う。同年、駐米大使に任じられ、さらなるアメリカとの交渉の末に、新たな条約を結んだ。しかし、関税自主権の完全なる回復はならず、領事裁判権撤廃の要求も拒絶されている。なお、1931年（民国20年）5月に、ミズーリ大学から法学博士を贈呈された。
1931年（民国20年）4月に、胡漢民が蔣介石により軟禁され、汪兆銘・孫科らが広州で非常会議を開催する。伍朝枢も6月に帰国して、広州側の広東省政府主席兼瓊崖特別行政区長官に任命された。同年10月に、両派の対立が収束すると、12月に伍朝枢は司法院院長に任命された。しかし、1932年（民国21年）5月には辞任している。その後も、政治活動に精彩を欠き、まもなく完全に政界から引退した。
1934年（民国23年）1月3日、香港で病没。享年48（満46歳）。